# Wayne County (Iowa)
Das Wayne County ist ein County im US-amerikanischen Bundesstaat Iowa. Im Jahr 2020 hatte das County 6497 Einwohner und eine Bevölkerungsdichte von 4,8 Einwohnern pro Quadratkilometer. Der Verwaltungssitz (County Seat) ist Corydon.

## Geografie
Das County liegt im äußersten Süden von Iowa, grenzt an Missouri und hat eine Fläche von 1365 Quadratkilometern, wovon vier Quadratkilometer Wasserfläche sind. Es grenzt an folgende Nachbarcountys:
| Clarke County            | Lucas County | Monroe County            |
| Decatur County           |              | Appanoose County         |
| Mercer County (Missouri) |              | Putnam County (Missouri) |

## Geschichte

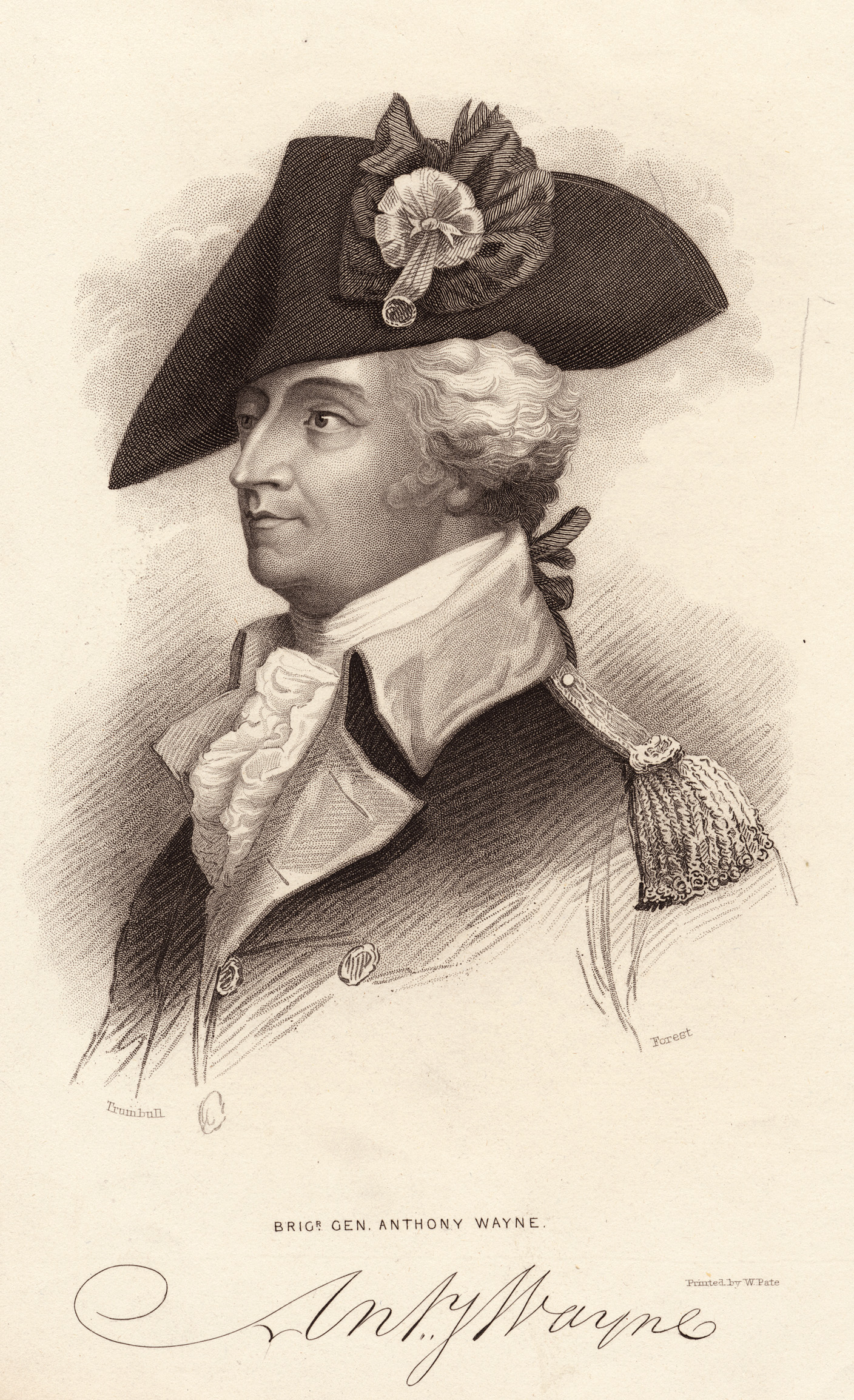
Anthony Wayne

Das Wayne County wurde 1846 gebildet. Benannt wurde es nach Anthony Wayne (1745–1796), einem General im Amerikanischen Unabhängigkeitskrieg.
1851 wurde eine eigene Verwaltung etabliert. Corydon, das anfangs den Namen Springfield trug, wurde als Sitz der Countyverwaltung festgelegt. Damit gehört das Wayne County zu den wenigen Countys in Iowa, die niemals den County Seat gewechselt haben.
Ein eilig errichtetes Blockhaus diente als erstes Gerichts- und Verwaltungsgebäude, bis 1856 ein neues Gebäude dafür errichtet wurde. 1871 wurde dieses zu klein und die Verwaltung des Countys zog in verschiedene Gebäude in Corydon. Erst 1891 konnte dieser Zustand beendet werden, als ein neu errichteter Backsteinbau bezogen wurde.

1962 wurde beschlossen, ein neues Gebäude zu errichten, das 1964 fertiggestellt wurde.

## Bevölkerung
Nach der Volkszählung im Jahr 2010 lebten im Wayne County 6403 Menschen in 2742 Haushalten. Die Bevölkerungsdichte betrug 4,7 Einwohner pro Quadratkilometer. In den 2742 Haushalten lebten statistisch je 2,32 Personen.
Ethnisch betrachtet setzte sich die Bevölkerung zusammen aus 98,0 Prozent Weißen, 0,3 Prozent Afroamerikanern, 0,2 Prozent amerikanischen Ureinwohnern, 0,3 Prozent Asiaten sowie aus anderen ethnischen Gruppen; 0,7 Prozent stammten von zwei oder mehr Ethnien ab. Unabhängig von der ethnischen Zugehörigkeit waren 1,1 Prozent der Bevölkerung spanischer oder lateinamerikanischer Abstammung.
23,4 Prozent der Bevölkerung waren unter 18 Jahre alt, 54,5 Prozent waren zwischen 18 und 64 und 22,1 Prozent waren 65 Jahre oder älter. 51,3 Prozent der Bevölkerung war weiblich.
Das jährliche Durchschnittseinkommen eines Haushalts lag bei 35.425 USD. Das Prokopfeinkommen betrug 18.795 USD. 12,7 Prozent der Einwohner lebten unterhalb der Armutsgrenze.

## Ortschaften im Wayne County
Citys
| - Allerton - Clio - Corydon - Humeston | - Lineville - Millerton - Promise City - Seymour |

Unincorporated Communities
| - Cambria - Confidence - Harvard | - Last Chance - Sewal |

## Gliederung
Das Wayne County ist in 16 Townships eingeteilt:
| Township             | Einwohner (2010) | FIPS     |
| -------------------- | ---------------- | -------- |
| Benton Township      | 191              | 19-90225 |
| Clay Township        | 157              | 19-90699 |
| Clinton Township     | 76               | 19-90747 |
| Corydon Township     | 1776             | 19-90840 |
| Grand River Township | 357              | 19-91617 |
| Howard Township      | 84               | 19-91998 |
| Jackson Township     | 173              | 19-92175 |
| Jefferson Township   | 152              | 19-92265 |

| Township            | Einwohner (2010) | FIPS     |
| ------------------- | ---------------- | -------- |
| Monroe Township     | 252              | 19-92994 |
| Richman Township    | 619              | 19-93627 |
| South Fork Township | 310              | 19-93951 |
| Union Township      | 233              | 19-94281 |
| Walnut Township     | 928              | 19-94413 |
| Warren Township     | 655              | 19-94440 |
| Washington Township | 232              | 19-94581 |
| Wright Township     | 208              | 19-94788 |